# 長浜楽市
長浜楽市（ながはまらくいち）は、滋賀県長浜市にある、西友長浜楽市店を核としたショッピングセンターである。この店舗の開店が長浜の中心市街地衰退の要因となったと指摘されているが、出店の際には入り口部分で地元の商業者が営業を行う「地元との共存型の大型店」として注目を浴びた。

## 概要
西友と協同組合長浜商業開発との共同開発によって、1985年9月に、西武百貨店が開発した尼崎市の「つかしん」につぐ、新しいまちづくり型SCとしてオープンした。「長浜楽市」という名称も話題を呼び、長浜は、かつて楽市として栄えたという歴史性を重視して「長浜楽市」というネーミングが決定し、現代の楽市楽座を目指して開発されている。
長浜楽市は、のちに「長浜方式」と呼ばれる方法で開発が進められた。当初は、西友単独の出店計画であったが、大店法三条の結審後に長浜商工会議所が出店希望者を募り、業種調整後、出店者による準備組合を設置して、正式に協同組合長浜商業開発が設立され、西友と協同組合長浜商業開発との共同開発へと変化した。大手流通企業が開発したSCに、地元の商業者がテナントとして入居するケースは多かったが、地元商業者が組合を結成して、共同開発者となったのは長浜楽市が全国ではじめてのケースであった。店舗面積9,647 mのうち約3分の1を地元専門店が、3分の2を核店舗である西友が占め、地元商業者との共同開発が注目されて「長浜方式」といわれるようになった。
初年度（1988年度）売上は目標120億円に対し113億円と目標額を下回った。これは広域集客と地元密着の両方の目的があったため、商品の品揃えやアイテム数が不足したからといわれている。しかしその後は品揃えを手直しし、1990年度の売上は140億円と大幅に上昇した。一時、観光客を含めて年間100万人が長浜楽市を訪れていたといわれ、北接する福井県敦賀市からも買い物客があったいう。また長浜楽市の開業がキヤノン長浜工場（長浜キヤノン）誘致決定の大きな要因となった。

## 施設構成
オープン時
長浜楽市は新しいまちづくりを目指したことから、セゾングループ各社のまちづくりのノウハウが結集された西武舞鶴植物研究所の植栽プラン、西洋環境開発の自然を優先した環境づくりなど、レストラン西武、西武百貨店、西武クレジット、オールステート自動車・火災保険、さらに専門店、量販店など10部門98社4研究所が開発に参画している。
東の街区には最新のゲーム機を備えたアミューズメント施設の「ワンダーランド」や「洋蘭園」、パーティーや講演会場となる「パーティーハウス」、「レストラン」（焼肉の天壇、CASA、ちゃんこ蔵間など）があり、西の街区には「西友長浜楽市店」のほか、芝生を張ったイベント会場の「楽市広場」、子ども対象の乗り物やゲーム機を揃えた「キッドバラ館」などがあり、さらに琵琶湖竹生島の弁財天をいただいた「楽市弁財天」が鎮座された。
東の街区から西の街区に向かって進むと、空の見えるアーケードに覆われた大通りの街区があり、個性あふれるショップ、ブティック、銀行、歯科などが出店した。また建物の周りには2万本が植栽され、そのほか横の駐車場は1,500台が収容可能で、車の中から映画が楽しめる「ドライブインシアター」もあった。
開業時は、店舗数65店（物販48店、飲食8店、サービス9店）。西友長浜楽市店は1階～3階に売場を展開。西武百貨店のギフトコーナーを導入し、外商を置いたりといった百貨店機能を取り入れ、商圏拡大につとめた。
リニューアル
1996年11月、近隣にアル・プラザ長浜がオープンするなど商業環境が変化したことを受け、1998年秋にはゲームセンター「ワンダーランド」が入っていた別棟を売場に切り替え、食料品売場を4倍に拡張。直営の食品売場は約12,000㎡となった。これによって、地元商業者が入る専門店部分と合わせると、売場面積は約16,000㎡となり、長浜市内で最大規模となった。
2006年12月、西友としては初めてのユニクロを誘致するなど有力専門店を導入し、リニューアルオープンを図った。
2016年、大幅なリニューアルを実施。2台あったエレベーターのうち、1台を業務用に変更。館内の非常口誘導灯はすべて新しい物に替えたほか、内装の模様替えも行った。また国道8号側に駐車場を300台増設し、西友ゾーン（食品、衣料品、家庭用品など）は売場を全て1階に集約。24時間営業とした（食品館のみ）。
- 営業時間
  - 1階（西友ゾーン）24時間営業。
  - 1階（専門店街）・2階・3階 午前10時 - 午後8時(一部除く)
- 駐車場 773台

## フロア構成
| 階 | 長浜楽市 |
| -- | --- |
| 3F | アミューズメント・憩いのフロア                                                                                             |
| 2F | 東海東京証券長浜支店・English Island AIC kids 長浜本校                                                                     |
| 1F | 西友・ABCマート・フードコート・100円ショップセリア・西松屋・暮らしの専門店街・サービスのフロア・アフラックサービスショップ |

- エレベーター1台、エスカレーター2箇所。

## 年表
- 1988年（昭和63年）3月31日：長浜駅前の商店街（曳山博物館向い）にあった西友が移転し、西友と地元の専門店からなる大型ショッピングセンターとして開店。
- 1998年（平成10年）秋：売場を増床。
- 2005年（平成17年）：大幅な改装を決定。
- 2006年（平成18年）12月14日：長期間かけた改装が完了し、大幅リニューアルオープン。長浜バイパス沿いにあったユニクロなど、新たなテナントを大量に誘致する。
- 2016年（平成28年）
  - 8月12日：全面改装を実施。アフラックサービスショップが出店する[12]。
  - 11月3日：再び改装を実施し、リニューアル。ユニクロが閉店し（風の街にて営業中）、新たにニトリ、AOKI等が出店、既存店もリニューアル。西友もロゴマークを変更の上、食品売場のみに再編される[注 1]。
- 2022年（令和4年）8月7日：無印良品が閉店。同店はアル・プラザ長浜に移転した。
- 2023年（令和5年）2月5日：ニトリが閉店。同店は国道8号線沿いのアルペン、近新長浜店の跡地に移転した。

## 備考
- 開店当初は屋上にプレイランドを設けていた。
- 開店から数年間はKBS京都ラジオのサテライトスタジオがあり、公開生放送が行われていた。
- 滋賀県では唯一、ハンバーガーチェーンのファーストキッチンが出店している[13]。